# Osamu Takeći
Osamu Takeći (Takechi) (1914.) je bivši japanski hokejaš na travi. Igrao je na mjestu veznog igrača.
Na Olimpijskim igrama u Berlinu 1936. je igrao za Japan. Pobijedio je u dvjema utakmicama, a izgubio jednu. Japan nije prošao dalje. Takeći je odigrao sva tri susreta.

## Vanjske poveznice
- Profil na Sports Reference.com  Arhivirana inačica izvorne stranice od 14. prosinca 2012. (Wayback Machine)